# Poule A de la Coupe du monde de rugby à XV 2015
La poule A de la Coupe du monde de rugby à XV 2015, qui se dispute en Angleterre et au Pays de Galles du 18 septembre au 10 octobre 2015, comprend cinq équipes dont les deux premières se qualifient pour les quarts de finale de la compétition. Conformément au tirage au sort effectué le 3 décembre 2012 à Londres, les équipes d'Australie (Chapeau 1), d'Angleterre (Chapeau 2), du Pays de Galles (Chapeau 3), des îles Fidji (Chapeau 4) et de l'Uruguay (Chapeau 5) composent ce groupe A qui comprend donc trois nations classées dans les dix meilleures selon World Rugby. En effet, après les tournées de l'automne 2012, l'Australie est 3e, l'Angleterre 5e et Galles 9e du classement mondial. On remarque en passant que les Français ont soufflé la quatrième place aux Anglais à la faveur de trois victoires, alors que les Anglais subirent deux défaites au cours de cet automne-là. Ce groupe de l'Angleterre peut donc certainement être qualifié de "groupe de la mort" et, on le verra, sera l'occasion d'un coup de théâtre !

## Classement
| Rang | Pays           | J | V | N | D | Em | Ee | Bo | Bd | Pm  | Pe  | Diff | Pts |
| ---- | -------------- | - | - | - | - | -- | -- | -- | -- | --- | --- | ---- | --- |
| 1    | Australie      | 4 | 4 | 0 | 0 | 17 | 2  | 1  | 0  | 141 | 35  | +106 | 17  |
| 2    | Pays de Galles | 4 | 3 | 0 | 1 | 11 | 2  | 1  | 0  | 111 | 62  | +49  | 13  |
| 3    | Angleterre     | 4 | 2 | 0 | 2 | 16 | 5  | 2  | 1  | 133 | 75  | +58  | 11  |
| 4    | Fidji          | 4 | 1 | 0 | 3 | 10 | 11 | 1  | 0  | 84  | 101 | -17  | 5   |
| 5    | Uruguay        | 4 | 0 | 0 | 4 | 2  | 36 | 0  | 0  | 30  | 226 | -196 | 0   |

|  | Qualifiés pour les quarts de finale et pour la Coupe du monde 2019 : no 1 et 2 |
|  | Éliminé mais qualifié pour la Coupe du monde 2019 : no 3                       |

Attribution des points de classement : 4 pour une victoire, 2 pour un match nul, 0 pour une défaite, -2 en cas de forfait, 1 bonus offensif (4 essais marqués ou plus), 1 bonus défensif (défaite par 7 points d'écart au plus).
Règles de classement : 1. résultat du match de poule entre les deux équipes ; 2. différence de points ; 3. différence d'essais ; 4. nombre de points marqués ; 5. nombre d'essais marqués ; 6. rang au classement World Rugby en date du 3 octobre 2011.

## Les matches

### Angleterre - Fidji
Homme du match :  Mike Brown
Points marqués :

 Angleterre
- 4 essais : de pénalité 12e
Brown 21e, 71e
Billy Vunipola 80e
- 3 transformations : (1/2) Ford 12e
(2/2) Farrell 73e, 80e
- 3 pénalités : (2/3) Ford 2e, 33e
(1/1) Farrell 67e

 Fidji
- 1 essai : Nadolo 29e
- 2 pénalités : (1/3) Nadolo 36e
(1/2) Volavola 63e

Évolution du score :
3-0, 10-0, 15-0, 15-3, 18-3, 18-8, mt, 18-11, 21-11, 28-11, 35-11
Arbitre :  Jaco Peyper
Touche :  John Lacey et  Stuart Berry
Vidéo :  Shaun Veldsman
Résumé

Le début du match d'ouverture de cette huitième Coupe du monde de rugby à XV est réussi pour l'Angleterre avec deux essais, l'un de pénalité à la suite d'une progression des avants, l'autre conclu par Mike Brown.

Pourtant les Fidji jouent bien, avec une mêlée qui met en difficulté parfois son vis-à-vis et le score à la pause est de 18 à 8,. Alors que les Fidjiens résistent bien en début de deuxième période malgré des tirs au but manqués, l'Angleterre inscrit deux essais en fin de rencontre pour gagner 35 à 11 avec le bonus offensif,.
| Angleterre · Titulaires · 15 Mike Brown · 14 Anthony Watson · 13 Jonathan Joseph · 12 Brad Barritt 62e · 11 Jonny May · 10 George Ford 62e · 9 Ben Youngs 52e · 8 Ben Morgan 52e · 7 Chris Robshaw, cap. · 6 Tom Wood · 5 Courtney Lawes · 4 Geoff Parling 52e · 3 Dan Cole 68e · 2 Tom Youngs 73e · 1 Joe Marler 52e · Remplaçants · 16 Rob Webber 73e · 17 Mako Vunipola 52e · 18 Kieran Brookes 68e · 19 Joe Launchbury 52e · 20 Billy Vunipola 52e · 21 Richard Wigglesworth 52e · 22 Owen Farrell 62e · 23 Sam Burgess 62e · Entraîneur · Stuart Lancaster |  | Fidji · Titulaires · Metuisela Talebula 15 · Waisea Nayacalevu 14 · Vereniki Goneva 13 · Gabiriele Lovobalavu 12 · Nemani Nadolo 11 · Ben Volavola 10 · 13e à 23e Nikola Matawalu 9 · Sakiusa Matadigo 8 · cap., Akapusi Qera 7 · 60e Dominiko Waqaniburotu 6 · Leone Nakarawa 5 · 41e Api Ratuniyarawa 4 · 76e Manasa Saulo 3 · 74e Sunia Koto 2 · 74e Campese Ma'afu 1 · Remplaçants · 74e Talemaitoga Tuapati 16 · 74e Peni Ravai 17 · 76e Isei Colati 18 · 41e Tevita Cavubati 19 · 60e Peceli Yato 20 · Nemia Kenatale 21 · Josh Matavesi 22 · Asaeli Tikoirotuma 23 · Entraîneur · John McKee |

### Galles - Uruguay
Homme du match :  Cory Allen
Points marqués :

 Galles
- 8 essais :
Lee 15e
Allen 19e, 30e, 40e
Amos 50e
Davies 60e, 80e
Justin Tipuric 71e
- 7 transformations :
(7/8) Priestland 16e, 19e, 30e, 40e, 51e, 72e, 80e

 Uruguay
- 3 pénalités :
(3/4) Berchesi 2e, 9e, 24e

Évolution du score : 0-3, 0-6, 7-6, 14-6, 14-9, 21-9, 28-9, mt, 35-9, 40-9, 47-9, 54-9
Arbitre :  Romain Poite

Touche :  Pascal Gaüzère et  Mathieu Raynal

Vidéo :  Ben Skeen
Résumé
| Pays de Galles · Titulaires · 15 Liam Williams 36e · 14 Alex Cuthbert · 13 Cory Allen 55e · 12 Scott Williams · 11 Hallam Amos · 10 Rhys Priestland · 9 Gareth Davies · 8 James King 47e 75e · 7 Justin Tipuric · 6 Sam Warburton, cap. 59e · 5 Luke Charteris 47e · 4 Jake Ball · 3 Samson Lee 40e · 2 Scott Baldwin 63e · 1 Paul James 32e · Remplaçants · 16 Ken Owens 63e · 17 Aaron Jarvis 32e · 18 Tomas Francis 40e · 19 Dominic Day 47e · 20 Dan Lydiate 59e 75e · 21 Ross Moriarty 47e · 22 Lloyd Williams 55e · 23 Matthew Morgan 36e · Entraîneur · Warren Gatland |  | Uruguay · Titulaires · Gastón Mieres 15 · Santiago Gibernau 14 · Joaquín Prada 13 · 75e Andrés Vilaseca 12 · Rodrigo Silva 11 · Felipe Berchesi 10 · 75e Agustín Ormaechea 9 · 59e Alejandro Nieto 8 · Matías Beer 7 · Juan Manuel Gaminara 6 · 62e Jorge Zerbino 5 · 75e cap., Santiago Vilaseca 4 · 72e Mario Sagario 3 · 78e Carlos Arboleya 2 · 78e Alejo Corral 1 · Remplaçants · 78e Germán Kessler 16 · 72e Oscar Durán 17 · 78e Mateo Sanguinetti 18 · 62e Franco Lamanna 19 · 75e Agustín Alonso 20 · 59e Juan de Freitas 21 · 75e Alejo Durán22 · 75e Francisco Bulanti 23 · Entraîneur · Pablo Lemoine |

### Australie - Fidji
Homme du match :  David Pocock
Points marqués :

 Australie
- 3 essais :
Pocock 26e, 31e
Kepu 43e
- 2 transformations :
(2/3) Foley 28e, 44e
- 3 pénalités :
(3/3) Foley 10e, 38e, 70e

 Fidji
- 1 essai :
Volavola 60e
- 1 transformation :
(1/1) Nadolo 61e
- 2 pénalités :
(2/2) Nadolo 21e, 47e

Évolution du score : 3-0, 3-3, 10-3, 15-3, 18-3, mt, 25-3, 25-6, 25-13, 28-13
Arbitre :  Glen Jackson

Touche :  Nigel Owens et  Leighton Hodges

Vidéo :  Graham Hughes
Résumé
| Australie · Titulaires · 15 Israel Folau · 14 Adam Ashley-Cooper · 13 Tevita Kuridrani 74e à 80e · 12 Matt Giteau 72e · 11 Rob Horne · 10 Bernard Foley 78e · 9 Will Genia 67e · 8 David Pocock · 7 Michael Hooper · 6 Scott Fardy · 5 Rob Simmons 62e · 4 Kane Douglas 70e · 3 Sekope Kepu 56e · 2 Stephen Moore, cap. 67e · 1 Scott Sio 56e 67e · Remplaçants · 16 Tatafu Polota-Nau 67e · 17 James Slipper 56e 67e · 18 Greg Holmes 56e · 19 Will Skelton 70e · 20 Dean Mumm 62e · 21 Nick Phipps 67e · 22 Matt Toomua 78e · 23 Kurtley Beale 72e · Entraîneur · Michael Cheika |  | Fidji · Titulaires · Metuisela Talebula 15 · 5e Waisea Nayacalevu 14 · Vereniki Goneva13 · Gabiriele Lovobalavu 12 · Nemani Nadolo 11 · Ben Volavola 10 · 50e Nikola Matawalu9 · 67e Netani Talei 8 · cap., Akapusi Qera 7 · 35e 40e Peceli Yato 6 · Leone Nakarawa 5 · 62e Tevita Cavubati 4 · 78e Manasa Saulo 3 · Talemaitoga Tuapati 2 · 30e à 40e 40e Campese Ma'afu 1 · Remplaçants · Viliame Veikoso 16 · 35e 40e Peni Ravai 17 · 78e Isei Colati 18 · 62e Nemia Soqeta 19 · 67e Malakai Ravulo 20 · 50e Nemia Kenatale 21 · Josh Matavesi 22 · 5e Asaeli Tikoirotuma 23 · Entraîneur · John McKee |

### Angleterre - Galles
(mt : 16-9)

Homme du match :  Dan Biggar
Points marqués :

 Angleterre
- 1 essai :
May 27e
- 1 transformation :
Farrell 29e
- 5 pénalités :
Farrell 12e, 24e, 44e, 52e, 69e
- 1 drop :
Farrell 18e
(Farrell 100 % au pied)

 Galles
- 1 essai :
Gareth Davies 71e
- 1 transformation :
Biggar 72e
- 7 pénalités :
Biggar 3e, 16e, 40e, 48e, 54e, 59e, 75e
(Biggar 100 % au pied)

Évolution du score :
0-3, 3-3, 3-6, 6-6, 9-6, 16-6, 16-9, mt, 19-9, 19-12, 22-12, 22-15, 22-18, 25-18, 25-25, 25-28
Arbitre :  Jérôme Garcès

Touche :  Romain Poite et  Mathieu Raynal

Vidéo :  Shaun Veldsman
Résumé
Après une bonne entame de match pour les deux équipes, un essai de May permet à l’Angleterre de se détacher au score avant la mi-temps. Le score continue à évoluer au pied pendant 30 minutes mais la différence de points reste en faveur des Anglais (entre 4 et 10 points). A 10 minutes de la fin, un essai (Gareth Davies) transformé (Biggar) et une pénalité (Biggar) permettent au Pays de Galles de prendre 10 points en 4 minutes et de passer devant l’Angleterre (25-28). A 3 minutes de la fin du match se passe un des faits les plus marquants du match (et de la poule), l’Angleterre obtient une pénalité sur la ligne des 22 près de la touche. Au lieu de la buter (une tentative relativement facile) pour revenir à hauteur de Galles, le capitaine de l'Angleterre préfère jouer la touche pour marquer l'essai de la victoire, mais n' y parvient pas et perd le match ce qui met son équipe en difficulté dans sa poule et l'oblige à sortir un grand match contre l’Australie.
| Angleterre · Titulaires · 15 Mike Brown · 14 Anthony Watson · 13 Brad Barritt · 12 Sam Burgess 70e br>11 Jonny May · 10 Owen Farrell · 9 Ben Youngs 49e · 8 Billy Vunipola 63e · 7 Chris Robshaw, cap. · 6 Tom Wood · 5 Courtney Lawes 40e · 4 Geoff Parling · 3 Dan Cole 72e · 2 Tom Youngs 67e · 1 Joe Marler 61e · Remplaçants · 16 Rob Webber 67e · 17 Mako Vunipola 63e · 18 Kieran Brookes 72e · 19 Joe Launchbury 40e · 20 James Haskell 63e · 21 Richard Wigglesworth 49e · 22 George Ford 70e · 23 Alex Goode · Entraîneur · Stuart Lancaster |  | Pays de Galles · Titulaires · 67e Liam Williams 15 · George North 14 · 63e Scott Williams 13 · Jamie Roberts 12 · 67e Hallam Amos 11 · Dan Biggar 10 · Gareth Davies 9 · Toby Faletau 8 · cap., Sam Warburton 7 · 70e Dan Lydiate 6 · Alun Wyn Jones 5 · 70e Bradley Davies 4 · 49e Tomas Francis 3 · 49e Scott Baldwin 2 · Gethin Jenkins 1 · Remplaçants · 49e Ken Owens 16 · Aaron Jarvis 17 · 49e Samson Lee 18 · 70e Luke Charteris 19 · 70e Justin Tipuric 20 · 67e Lloyd Williams 21 · 67e Rhys Priestland 22 · 63e Alex Cuthbert 23 · Entraîneur · Warren Gatland |

### Australie - Uruguay
Homme du match :  Sean McMahon
Points marqués :

 Australie
- 11 essais :
McMahon 7e, 69e
Tomane 9e
Mumm 26e
Speight 31e
McCalman 36e, 61e
Mitchell 47e, 52e
Toomua 71e
Kuridrani 80e
- 5 transformations :
(5/11) Cooper 10e, 32e, 36e, 62e, 80e

 Uruguay
- 1 pénalité :
(1/1) Berchesi 24e

Évolution du score :
5-0, 12-0, 12-3, 17-3, 24-3, 31-3, mt, 36-3, 41-3, 48-3, 53-3, 58-3, 65-3
Arbitre :  Pascal Gaüzère

Touche :  Jaco Peyper et  Marius Mitrea

Vidéo :  Graham Hughes
Résumé
| Australie · Titulaires · 15 Kurtley Beale · 14 Joe Tomane · 13 Henry Speight · 12 Matt Toomua 78e · 11 Drew Mitchell · 10 Quade Cooper 15e à 25e · 9 Nick Phipps · 8 Wycliff Palu 40e · 7 Sean McMahon · 6 Ben McCalman · 5 Will Skelton 57e · 4 Dean Mumm, cap. · 3 Toby Smith · 2 Tatafu Polota-Nau · 1 Scott Sio 49e · Remplaçants · 16 Stephen Moore · 17 Sekope Kepu 49e · 18 Greg Holmes · 19 Kane Douglas 57e · 20 Rob Simmons 40e · 21 Will Genia · 22 Bernard Foley · 23 Tevita Kuridrani 78e · Entraîneur · Michael Cheika |  | Uruguay · Titulaires · Gastón Mieres 15 · Leandro Leivas 14 · Joaquín Prada 13 · 70e Andrés Vilaseca 12 · Rodrigo Silva 11 · 70e Felipe Berchesi 10 · Agustín Ormaechea9 · 70e Juan Manuel Gaminara 8 · Matías Beer 7 · 55e Juan de Freitas 6 · 55e Franco Lamanna 5 · cap., Santiago Vilaseca 4 · 53e Mario Sagario 3 · 41e Germán Kessler 2 · 53e Mateo Sanguinetti 1 · Remplaçants · 53e Nicolás Klappenbach 16 · 53e Oscar Durán 17 · 41e Carlos Arboleya 18 · 55e Alejandro Nieto 19 · 55e Diego Magno 20 · 70e Fernando Bascou 21 · 70e Alejo Durán 22 · 70e Alberto Román 23 · Entraîneur · Pablo Lemoine |

### Galles - Fidji
(mt : 17 - 6)
Homme du match :  Gareth Davies
Points marqués
 Galles
- 2 essais :
Gareth Davies 7e
Baldwin 32e
- 2 transformations :
Biggar 8e, 34e
- 3 pénalités :
Biggar 21e, 55e, 69e
(Biggar 100% au pied)

 Fidji
- 1 essai :
Goneva (49e)
- 1 transformation :
Volavola (50e)
- 2 pénalités :
(2/4) Volavola 14e, 38e

Évolution du score :
7-0, 7-3, 10-3, 17-3, 17-6, mt, 17-13, 20-13, 23-13
Arbitre :  John Lacey

Touche :  Jérôme Garcès et  Mathieu Raynal

Vidéo :  George Ayoub
Résumé
| Pays de Galles · Titulaires · 15 Matthew Morgan 71e · 14 Alex Cuthbert 20e 27e · 13 Tyler Morgan · 12 Jamie Roberts · 11 George North · 10 Dan Biggar 73e · 9 Gareth Davies · 8 Toby Faletau · 7 Sam Warburton, cap. · 6 Dan Lydiate 69e · 5 Alun Wyn Jones · 4 Bradley Davies 14e 27e 64e · 3 Tomas Francis 50e · 2 Scott Baldwin 55e · 1 Gethin Jenkins 67e · Remplaçants · 16 Ken Owens 55e · 17 Aaron Jarvis 67e · 18 Samson Lee 50e · 19 Luke Charteris 14e 27e 64e · 20 Justin Tipuric 69e · 21 Lloyd Williams 20e 27e · 22 Rhys Priestland 73e · 23 James Hook 71e · Entraîneur · Warren Gatland |  | Fidji · Titulaires · Metuisela Talebula 15 · Timoci Nagusa 14 · 71e Vereniki Goneva 13 · 75e Levani Botia 12 · Asaeli Tikoirotuma 11 · Ben Volavola 10 · 71e Nemia Kenatale 9 · Netani Talei 8 · cap., Akapusi Qera 7 · 69e Dominiko Waqaniburotu 6 · Leone Nakarawa 5 · 69e Tevita Cavubati 4 · 77e Manasa Saulo 3 · 75e Sunia Koto 2 · 77e Campese Ma'afu 1 · Remplaçants · 75e Viliame Veikoso 16 · 77e Peni Ravai 17 · 77e Lee Roy Atalifo 18 · 69e Nemia Soqeta 19 · 69e Malakai Ravulo 20 · 71e Henry Seniloli 21 · 71e Josh Matavesi 22 · 75e Kini Murimurivalu 23 · Entraîneur · John McKee |

### Angleterre - Australie
Homme du match :  Joe Launchbury
Points marqués :

 Angleterre
- 1 essai :
Watson 56e
- 1 transformation :
Farrell 57e
- 2 pénalités de Farrell 13e, 65e
(Farrell 100% au pied)

 Australie
- 3 essais :
Foley 20e, 35e
Giteau 80e
- 3 transformations :
Foley 22e, 36e, 80e
- 4 pénalités :
Foley 8e, 50e, 72e, 76e
(Foley 100% au pied)

Évolution du score :
0-3, 3-3, 3-10, 3-17, mt, 3-20, 10-20, 13-20, 13-23, 13-26, 13-33
Arbitre :  Romain Poite

Touche :  George Ayoub et  Marius Mitrea

Vidéo :  Shaun Veldsman
Résumé
Les victoires du Pays de Galles contre l’Angleterre et les Fidji ont une conséquence directe, si l’Angleterre perd contre l’Australie, elle est éliminée de sa propre Coupe du monde et devant son public de Twickenham (le temple du Rugby). La pression est donc énorme avant même le début du match. Au cours de la première mi-temps le scenario macabre pour l’Angleterre se dessine, les attaques anglaises butent sur une défense impénétrable, même la mêlée australienne (point faible historique de cette équipe) met en difficulté son homologue anglaise. Foley marque deux essais (qu'il transforme lui-même), le premier à la 20e minute sur un chef-d’œuvre d'individualisme, en se faufilant parmi les avants anglais, le second à la 35e sur une combinaison d’équipe parfaitement exécutée. À la 57e, Watson trouve enfin le chemin de l’en-but, de plus une pénalité de Farrell à la 65e permet à l’Angleterre de se retrouver à un essai transformé de l’Australie. Les dix dernières minutes sont un chemin de croix pour le XV de la Rose. À la 71e Farrell, le meneur de jeu anglais, écope d'un carton jaune pour un plaquage sans ballon et Burgess passe près de la même sanction sur la même action pour un plaquage haut. Deux buts de Foley à la 72e et la 76e placent l'Australie à plus de 13 points, réduisant encore les faibles espoirs anglais. Pour finir, alors que tout le monde attendait la fin du calvaire anglais, Giteau parvient en longeant la ligne de touche à marquer un dernier essai (transformé par Foley) à la 80e. 
| Angleterre · Titulaires · 15 Mike Brown · 14 Anthony Watson · 13 Jonathan Joseph · 12 Brad Barritt 65e · 11 Jonny May 40e · 10 Owen Farrell 71e à 80e · 9 Ben Youngs 49e · 8 Ben Morgan 58e · 7 Chris Robshaw, cap. · 6 Tom Wood · 5 Geoff Parling · 4 Joe Launchbury 68e · 3 Dan Cole 54e · 2 Tom Youngs 60e · 1 Joe Marler 49e · Remplaçants · 16 Rob Webber 60e · 17 Mako Vunipola 49e · 18 Kieran Brookes 54e · 19 George Kruis 68e · 20 Nick Easter 58e · 21 Richard Wigglesworth 49e · 22 George Ford 40e · 23 Sam Burgess 65e · Entraîneur · Stuart Lancaster |  | Australie · Titulaires · 65e Israel Folau 15 · Adam Ashley-Cooper 14 · Tevita Kuridrani 13 · Matt Giteau 12 · 10e Rob Horne 11 · Bernard Foley 10 · 61e Will Genia 9 · David Pocock 8 · Michael Hooper 7 · 76e Scott Fardy 6 · 65e Rob Simmons 5 · Kane Douglas 4 · 57e Sekope Kepu 3 · 65e cap., Stephen Moore 2 · / 57e Scott Sio 1 · Remplaçants · 65e Tatafu Polota-Nau 16 · 57e James Slipper 17 · 57e Greg Holmes 18 · 65e Dean Mumm 19 · 76e Ben McCalman 20 · 61e Nick Phipps 21 · 65e Matt Toomua 22 · 10e Kurtley Beale 23 · Entraîneur · Michael Cheika |

### Fidji - Uruguay
Homme du match :  Leone Nakarawa
Points marqués :
 Fidji
- 7 essais :
de pénalité 3e, 27e
Kenatale 8e
Nakarawa 38e
Cavubati 64e
Murimurivalu 66e
Nadolo 79e
- 6 transformations :
(6/7) Nadolo 3e, 28e, 39e, 65e, 66e, 80e

 Uruguay
- 2 essais :
Arboleya 17e
Ormaechea 58e
1 transformation :
Ormaechea 18e
- 1 pénalité :
(1/1) Durán 15e
(0/1) Ormaechea

Évolution du score :

7-0, 12-0, 12-3, 12-10, 19-10, 26-10, mt, 26-15, 33-15, 40-15, 47-15
Arbitre :  JP Doyle

Touche :  Jaco Peyper et  Leighton Hodges

Vidéo :  Graham Hughes
Résumé
| Fidji · Titulaires · 15 Kini Murimurivalu · 14 Asaeli Tikoirotuma · 13 Vereniki Goneva 65e · 12 Levani Botia · 11 Nemani Nadolo · 10 Ben Volavola 69e · 9 Nemia Kenatale 61e · 8 Sakiusa Matadigo 56e · 7 Akapusi Qera, cap. · 6 Dominiko Waqaniburotu 67e 78e · 5 Leone Nakarawa · 4 Api Ratuniyarawa 56e · 3 Lee Roy Atalifo 75e · 2 Sunia Koto 75e · 1 Campese Ma'afu 66e à 76e 78e · Remplaçants · 16 Viliame Veikoso 75e · 17 Peni Ravai 67e · 18 Taniela Koroi 75e · 19 Tevita Cavubati 56e · 20 Netani Talei 56e · 21 Henry Seniloli 61e · 22 Josh Matavesi 69e · 23 Timoci Nagusa 65e · Entraîneur · John McKee |  | Uruguay · Titulaires · Gastón Mieres 15 · 75e Santiago Gibernau 14 · Joaquín Prada 13 · Andrés Vilaseca 12 · Rodrigo Silva 11 · 65e Alejo Durán 10 · 3e à 13e 66e Agustín Ormaechea 9 · Diego Magno 8 · 70e Matías Beer 7 · 75e Juan Manuel Gaminara 6 · 65e Jorge Zerbino 5 · cap., Santiago Vilaseca 4 · 65e Mario Sagario 3 · Carlos Arboleya 2 · 40e Alejo Corral 1 · Remplaçants · Germán Kessler 16 · 65e Oscar Durán 17 · 40e Mateo Sanguinetti 18 · 65e Mathias Palomeque 19 · 70e Franco Lamanna 20 · 75e Juan de Freitas 21 · 65e Jerónimo Etcheverry 22 · 75e Francisco Bulanti 23 · Entraîneur · Pablo Lemoine |

### Australie - Galles
Homme du match :  Gareth Davies
Points marqués :

 Australie
- 5 pénalités :
(5/6) Foley 25e, 31e, 37e, 51e, 73e
(0/1) Giteau

 Galles
- 2 pénalités :
(2/3) Biggar 5e, 34e

Évolution du score :
0-3, 3-3, 6-3, 6-6, 9-6, mt, 12-6, 15-6
Arbitre :  Craig Joubert

Touche :  Jérôme Garcès et  Stuart Berry

Vidéo :  Shaun Veldsman
Résumé
Match tendu sans essai dont l'enjeu est de déterminer l'adversaire respectif en quarts de finale entre l'Afrique du Sud et l’Écosse.
| Australie · Titulaires · 15 Israel Folau · 14 Adam Ashley-Cooper · 13 Tevita Kuridrani · 12 Matt Giteau 67e · 11 Drew Mitchell 67e · 10 Bernard Foley · 9 Will Genia 57e à 67e 68e · 8 David Pocock 60e · 7 Sean McMahon 49e · 6 Scott Fardy · 5 Dean Mumm 60e à 70e · 4 Kane Douglas · 3 Sekope Kepu 56e · 2 Stephen Moore, cap. 67e · 1 Scott Sio 63e · Remplaçants · 16 Tatafu Polota-Nau 67e · 17 James Slipper 63e · 18 Greg Holmes 56e · 19 Rob Simmons 60e · 20 Ben McCalman 49e · 21 Nick Phipps 68e · 22 Matt Toomua 67e · 23 Kurtley Beale 67e · Entraîneur · Michael Cheika |  | Pays de Galles · Titulaires · Gareth Anscombe 15 · 77e à 80e Alex Cuthbert 14 · George North 13 · 79e Jamie Roberts 12 · 74e Liam Williams 11 · 74e Dan Biggar 10 · Gareth Davies 9 · Toby Faletau 8 · 73e Justin Tipuric 7 · cap., Sam Warburton 6 · Alun Wyn Jones 5 · Luke Charteris 4 · 54e Samson Lee 3 · 73e Scott Baldwin 2 · 73e Paul James 1 · Remplaçants · 73e Ken Owens 16 · 73e Aaron Jarvis 17 · 54e Tomas Francis 18 · Jake Ball 19 · 73e Ross Moriarty 20 · 79e Lloyd Williams 21 · 74e Rhys Priestland 22 · 74e James Hook 23 · Entraîneur · Warren Gatland |

### Angleterre - Uruguay
Homme du match :  Nick Easter
Points marqués
 Angleterre
- 10 essais :
Watson 7e, 42e
Easter 18e, 23e, 60e
Slade 54e
Nowell 57e, 70e, 74e
de pénalité 80e
- 5 transformations :
(4/6) Farrell 8e, 19e, 25e, 58e
(1/4) Ford 80e

 Uruguay
- 1 pénalité :
(1/1) Berchesi 2e

Évolution du score : 0-3, 7-3, 14-3, 21-3, mt, 26-3, 31-3, 38-3, 43-3, 48-3, 53-3, 60-3
Arbitre :  Chris Pollock

Touche :  Angus Gardner et  Federico Anselmi

Vidéo :  George Ayoub
Résumé

Match hélas sans enjeu pour l'Angleterre qui a d'ores et déjà gâché sa Coupe du monde !

(Le n°8 anglais Nick Easter marque un hat-trick, trois essais.)
| Angleterre · Titulaires · 15 Alex Goode · 14 Anthony Watson 67e · 13 Henry Slade · 12 Owen Farrell 59e · 11 Jack Nowell · 10 George Ford · 9 Danny Care 71e · 8 Nick Easter · 7 Chris Robshaw, cap. · 6 James Haskell 61e · 5 Geoff Parling 56e · 4 Joe Launchbury · 3 Dan Cole 43e · 2 Tom Youngs 30e · 1 Mako Vunipola 71e · Remplaçants · 16 Jamie George 30e · 17 Joe Marler 71e · 18 David Wilson 43e · 19 George Kruis 56e · 20 Tom Wood 61e · 21 Richard Wigglesworth 71e · 22 Jonathan Joseph 59e · 23 Mike Brown 67e · Entraîneur · |  | Uruguay · Titulaires · Gastón Mieres 15 · Santiago Gibernau 14 · Joaquín Prada 13 · Andrés Vilaseca 12 · Rodrigo Silva 11 · 74e Felipe Berchesi 10 · 74e Agustín Ormaechea 9 · 69e Alejandro Nieto 8 · 69e Matías Beer 7 · Juan Manuel Gaminara 6 · 63e Jorge Zerbino 5 · 40e à 50e cap., Santiago Vilaseca 4 · 63e Mario Sagario 3 · 71e Carlos Arboleya 2 · 63e Mateo Sanguinetti 1 · Remplaçants · 63e Nicolás Klappenbach 16 · 71e Oscar Durán 17 · 63e Alejo Corral 18 · 63e Mathias Palomeque 19 · 69e Diego Magno 20 · 69e Agustín Alonso 21 · 74e Alejo Durán 22 · 74e Manuel Blengio 23 · Entraîneur · Pablo Lemoine |